# USS Enterprise (NCC-1701-E)
USS Enterprise (NCC-1701-E sau Enterprise-E) este o navă spațială fictivă din universul Star Trek. Este nava principală din filmele: Star Trek: Primul contact, Star Trek: Rebeliune și Star Trek: Nemesis. Este o navă de dimensiuni mari, din clasa Sovereign.